# Jackson County, Indiana
Jackson County är ett administrativt område i delstaten Indiana, USA, med 42 376 invånare. Den administrativa huvudorten (county seat) är Brownstown. 
Countyt har fått sitt namn efter general Andrew Jackson som var USA:s sjunde president 1829-1837 som hade besegrat britterna i slaget vid New Orleans den 8 januari 1815.

## Geografi
Enligt United States Census Bureau så har countyt en total area på 1 331 km². 1 319 km² av den arean är land och 12 km² är vatten.   

### Angränsande countyn
- Brown County - nord-nordväst
- Bartholomew County - nordöst
- Jennings County - öst
- Scott County - sydost
- Washington County - syd
- Lawrence County - väst
- Monroe County - nordväst